# Bruchmühlbach-Miesau
Bruchmühlbach-Miesau är en kommun i Landkreis Kaiserslautern i förbundslandet Rheinland-Pfalz i Tyskland. Kommunen bildades 22 april 1972 genom en sammanslagning av kommunerna Bruchmühlbach och Miesau.
Kommunen ingår i kommunalförbundet Verbandsgemeinde Bruchmühlbach-Miesau tillsammans med ytterligare fyra kommuner.